# قوالی

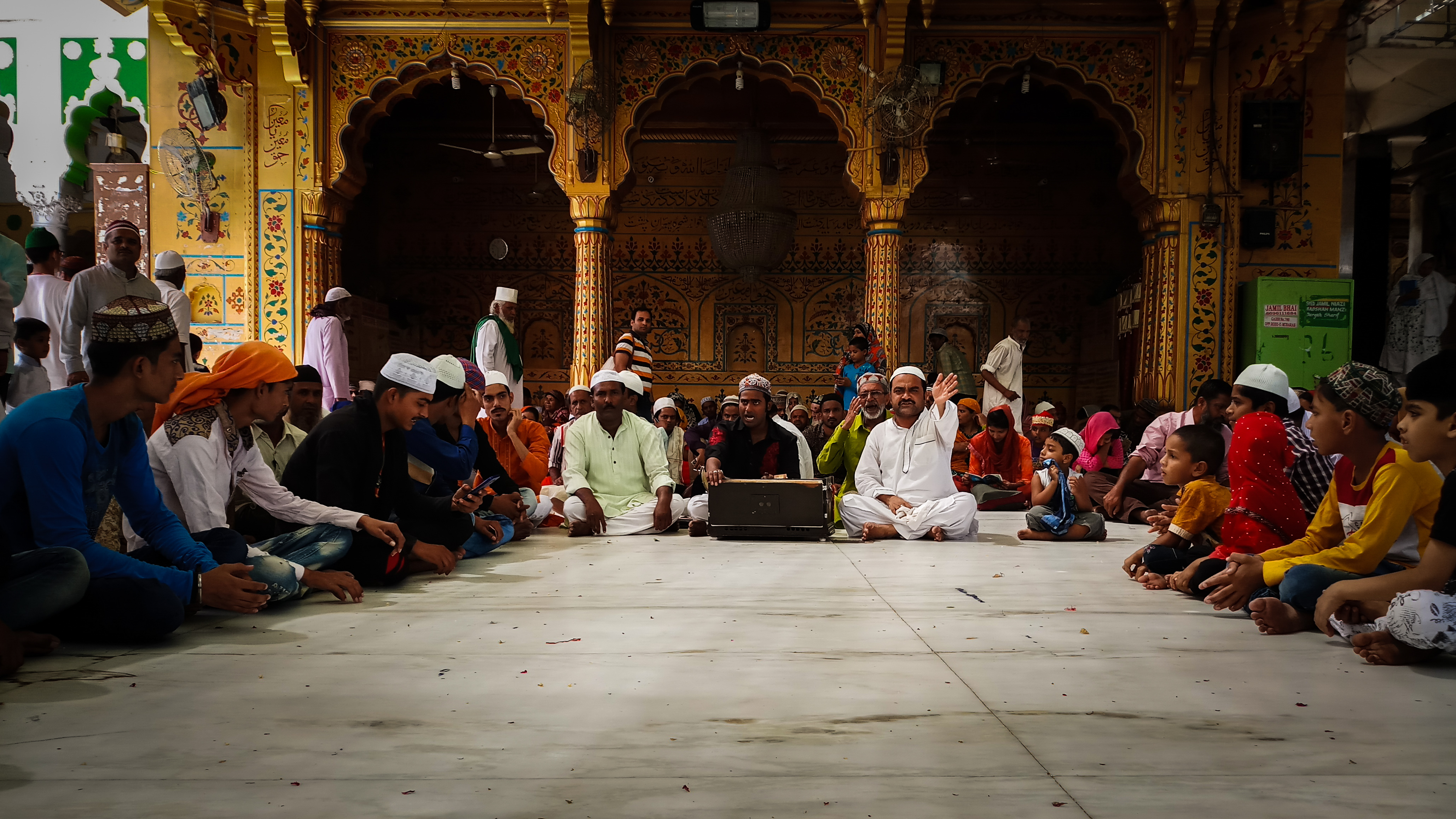
گروهی از اهالی محل درحال آواز قوالی

موسیقی قوالی یکی از شاخه‌های موسیقی عرفانی است که بیشتر در کشور پاکستان و هند و بعضی مردم افغانستان رواج دارد. قوالی که آمیخته با عبادت است، همواره مورد اعتراض گروه‌های افراط‌گرای اسلامی بوده‌است.
ریشهٔ موسیقی قوالی به سدهٔ هفتم هجری بازمی‌گردد. زمانی‌که نوادگان تیمور لنگ بنا به وصیت پدربزرگان‌شان سعی به گردهمایی هنرمندان و اهل ادب در دهلی، آگرا و لاهور نموده و دوران طلایی شکوفایی ادبیات، معماری و موسیقی را از بهترین عوامل فرهنگی خراسان بزرگ و هند پایه‌گذاری کردند.
علی بن عثمان هجویری پایه‌گذار صوفی‌گری در هندوستان، معین‌الدین چشتی و پیروان او به هنگام همایش، اشعار مولایانِ خود را به صورت سروده‌هایی اجرا می‌نمودند که به قوال شهرت یافت. قوال که به عواملِ ادبی و موسیقی غنی شده بود در نهایت گسترده‌ترین سبک موسیقی سنتی در هندوستان و پاکستان گردید.
درخشان‌ترین ستاره در موسیقی قوالی نصرت فاتح علی خان بود.
فاتح علی در تمام ترانه‌های عرفانی‌اش روی دو موضوع مذهب و خدا تمرکز می‌کرد او خدا، پیامبر اسلام و همهٔ پرهیزگاران را می‌ستود و از آن‌ها الهام می‌گرفت همزمان با نصرت، عزیز میا چهرهٔ شاخص دیگر قوالی بود؛ و با داشتن فوق لیسانس در فارسی، اردو و عربی شعر هم می‌سرود و بهترین اشعار را استفاده می‌کرد.